# Список номинантов и лауреатов премии «Золотая маска» 1995 года
«Золотая маска» — российская национальная театральная премия и фестиваль. «Золотая маска» была учреждена Союзом театральных деятелей России (СТД РФ) в 1993 году (в некоторых источниках назван 1994 год) по инициативе народного артиста СССР М. А. Ульянова (председатель СТД РФ в 1986—1996 годах) и при участии его заместителя В. Г. Урина и драматурга В. В. Павлова.

## Лауреаты и события премии «Золотая маска» 1995 года
14 декабря 1994 года в Союзе театральных деятелей России состоялась пресс-конференция, посвящённая в том числе представлению новой театральной премии «Золотая маска». Перед журналистами выступили председатель СТД РФ Михаил Ульянов и секретарь правления Владимир Урин. Они сообщили, что у премии нет ни спонсоров, ни поддерживающих фондов, во избежание оказания давления и возникновения непредвиденных ситуаций. Премия задумывалась как некоммерческая, победители получают только маску и диплом. Михаил Ульянов считал, что это должна быть независимая профессиональная награда, присуждаемая за театральные достижения, «коллеги — коллегам» — так формулировал он основной принцип выдвижения и награждения.
В год первого награждения «Золотая маска» считалась московским фестивалем и не претендовала на всероссийский масштаб. По итогам театрального сезона 1993/94 года на премию было номинировано 26 московских спектаклей. СТД РФ разослал по театрам две тысячи анкет, которые с учётом публиковавшихся рейтингов критиков определили номинантов. До церемонии награждения результаты голосования жюри держались в секрете.

### Номинанты премии «Золотая маска» 1995 года
Таблица номинантов составлена на основании официального опубликованного списка, с группировкой по спектаклям.
Легенда:
  — Спектакль номинирован в номинации «Лучший спектакль»

«–» — Этот аспект спектакля не номинирован
| Спектакль/номинации                                                         | лучший спектакль | лучшая работа режиссёра | лучшая женская роль                     | лучшая мужская роль             | лучшая работа художника-постановщика | премия в области музыкального театра |
| --------------------------------------------------------------------------- | ---------------- | ----------------------- | --------------------------------------- | ------------------------------- | ------------------------------------ | ------------------------------------ |
|                                                                             |                  |                         |                                         |                                 |                                      |                                      |
| «Адский сад» Театр «Современник», Москва                                    | –                | –                       | Марина Неёлова (Вальтрауте)             | –                               | Владимир Боер                        |                                      |
| «Башмачкин» Театральное агентство «Богис», Москва                           | –                | –                       | –                                       | Александр Феклистов (Башмачкин) | Сергей Якунин                        |                                      |
| «Береника» Российский академический молодёжный театр, Москва                | –                | Алексей Бородин         | –                                       | –                               | –                                    |                                      |
| «Великолепный рогоносец» Театр «Сатирикон» имени Аркадия Райкина, Москва    | зелёная ✓        | Пётр Фоменко            | Наталья Вдовина (Стелла)                | Константин Райкин (Брюно)       | –                                    |                                      |
| «Жертва века» Москва                                                        | –                | –                       | –                                       | Игорь Охлупин (Прибытков)       | –                                    |                                      |
| «Иванов и другие» Театр юного зрителя, Москва                               | зелёная ✓        | Генриетта Яновская      | –                                       | Сергей Шакуров (Иванов)         | Сергей Бархин                        |                                      |
| «Clothes for a Summer Hotel» Драматический театр имени Н. В. Гоголя, Москва | –                | –                       | Светлана Брагарник (Зельда Фицджеральд) | –                               | –                                    |                                      |
| «Месяц в деревне» Театр на Покровке, Москва                                 | зелёная ✓        | –                       | –                                       | –                               | –                                    |                                      |
| «Нумер в гостинице города NN» Центр им. Вс. Мейерхольда, Москва             | зелёная ✓        | Валерий Фокин           | –                                       | Авангард Леонтьев (Чичиков)     | Александр Великанов                  |                                      |
| «Орестея» Международная конфедерация театральных союзов, Москва             | –                | –                       | Екатерина Васильева (Клитемнестра)      | –                               | –                                    |                                      |
| «Сила судьбы» Театр «Новая опера», Москва                                   | –                | –                       | –                                       | –                               | –                                    | Евгений Колобов                      |
| «Смертельный номер» Театр под руководством Олега Табакова, Москва           | –                | Владимир Машков         | –                                       | –                               | –                                    |                                      |
| «Стулья» Театр «Школа современной пьесы», Москва                            | зелёная ✓        | –                       | Наталья Тенякова (Лавьей)               | –                               | –                                    |                                      |
| «Царь Борис» Малый театр, Москва                                            | –                | –                       | –                                       | –                               | Иосиф Сумбаташвили                   |                                      |

| Премия «За Честь и Достоинство» | Галина Уланова |

### Лауреаты премии «Золотая маска» 1995 года
Первая церемония награждения прошла в Малом театре 13 марта 1995 года. Открывая церемонию награждения, председатель жюри Михаил Ульянов сообщил: «Результаты голосования неизвестны никому, конверты видел один я». Газета «Коммерсантъ» писала, что атмосфера вечера была взволнованной, звёзды вели себя непосредственно, праздник театра удался и был короток и выдержан в классическом стиле. Список лауреатов нареканий не вызвал.
Таблица лауреатов составлена на основании официального опубликованного списка награждённых.
| Премия                               | Номинация                            | Победитель                                    | Произведение (роль)                           | Театр (учреждение)                              |
| ------------------------------------ | ------------------------------------ | --------------------------------------------- | --------------------------------------------- | ----------------------------------------------- |
|                                      |                                      |                                               |                                               |                                                 |
| Лауреаты «Золотой маски»             | Лучший спектакль                     | «Нумер в гостинице города NN» по Н. В. Гоголю | «Нумер в гостинице города NN» по Н. В. Гоголю | Творческий центр им. Вс. Мейерхольда, Москва    |
| Лауреаты «Золотой маски»             | Лучшая работа режиссёра              | Пётр Фоменко                                  | «Великолепный рогоносец»                      | Театр «Сатирикон» имени Аркадия Райкина, Москва |
| Лауреаты «Золотой маски»             | Лучшая работа художника-постановщика | Сергей Бархин                                 | «Иванов и другие»                             | Театр юного зрителя, Москва                     |
| Лауреаты «Золотой маски»             | Лучшая женская роль                  | Наталья Тенякова                              | «Стулья» по Э. Ионеско (Лавьей)               | Школа современной пьесы, Москва                 |
| Лауреаты «Золотой маски»             | Лучшая мужская роль                  | Александр Феклистов                           | «Башмачкин» по Н. В. Гоголю (Башмачкин)       | Театральное агентство «БОГИС», Москва           |
|                                      |                                      |                                               |                                               |                                                 |
| Премия в области музыкального театра |                                      |                                               |                                               |                                                 |
|                                      | Евгений Колобов                      | «Сила судьбы»                                 | «Новая опера», Москва                         |                                                 |
|                                      |                                      |                                               |                                               |                                                 |
| Специальные премии                   |                                      |                                               |                                               |                                                 |
|                                      |                                      |                                               |                                               |                                                 |
| За честь и достоинство               | Галина Уланова                       | Галина Уланова                                | Галина Уланова                                | Галина Уланова                                  |